# Pannkakstårtan
Pannkakstårtan gavs ut för första gången 1984 på Bokförlaget Opal, och är den första boken i barnboksserien Pettson och Findus av Sven Nordqvist.

## Handling
Gubben Pettson och hans katt Findus bor i ett litet rött hus med snickarbod, hönshus, vedbod och utedass. Det påstås att Pettson är tokig, men det är bara vad folk tror. Varje gång Findus fyller år så bakar Pettson en pannkakstårta. Men mjölet är slut, det är punktering på cykeln, snickarboden är låst, nyckeln är nere i brunnen, metspöt ligger på loftet ovanför snickarboden och stegen ligger i Anderssons kohage. Där står Anderssons ilskna tjur och sover med huvudet mot stegen. Så Pettson och Findus får jaga bort tjuren, de väcker den med Till havs med Jussi Björling, därefter får Findus vara tjurfäktare med en gardin knuten i svansen, därefter hämtar Pettson stegen, hämtar metspöt, fiskar upp nyckeln, lagar punkteringen och åker till affären och köper mjöl så att Findus äntligen får sin pannkakstårta. Sedan sitter de i trädgården och äter tårta, dricker kaffe och spelar wienervalser på vevgrammofonen.

### Fotnoter
1. 1 2  Gradvall, Nordström, Nordström, Rabe, Jan, Björn, Ulf, Anina. Tusen svenska klassiker. Norstedts Förlagsgrup. Läst 12